# Mike Pinkerton
Mike „Pink” Pinkerton – amerykański programista, współtwórca przeglądarek internetowych Netscape Navigator i Mozilla Firefox.
W 1997 zaczął pracę w Netscape Communications, gdzie zajmował się tworzeniem przeglądarki Netscape Navigator. Tam też powstał projekt Camino przy współpracy z Dave’em Hyattem. W październiku 2002 Pinkerton pracował już dla firmy AOL, którą przejęło Netscape Communications. Od 2 września 2005 jest programistą w Google, gdzie zajmuje się rozwijaniem przeglądarek Firefox i Camino.
Pinkerton studiował na University of California w San Diego, gdzie uzyskał stopień Bachelor of Science w dziedzinie informatyki, a następnie w Georgia Institute of Technology, który ukończył z tytułem magistra.